# Schutzpatron

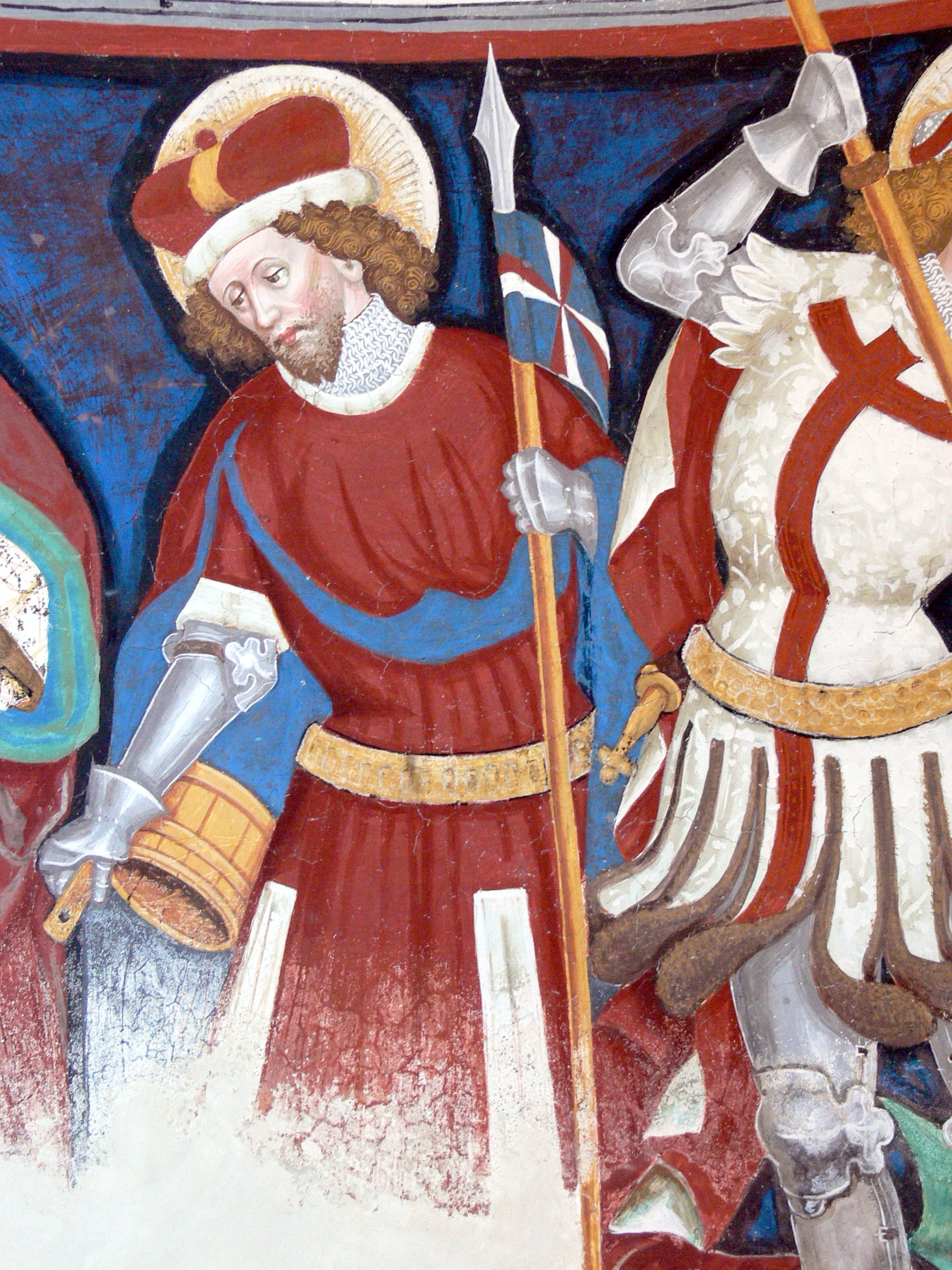
Florian, der Schutzpatron der Feuerwehr (Fresco von Leonhard von Brixen in Taisten, 1459)

Ein Schutzpatron (von lateinisch patronus „Schutzherr, Anwalt“) ist nach römisch-katholischem und orthodoxem Verständnis ein Heiliger, der in besonderer Weise um seine Fürsprache für einen bestimmten Ort, eine Region, einen Beruf oder einen Zustand angerufen wird. Dieses besondere Schutzverhältnis wird bei Kirchen als Patrozinium bezeichnet. Bei weiblichen Schutzheiligen verwendet man den Begriff Schutzpatronin, seltener auch den lateinischen Ausdruck Patrona.

## Heilige als Patrone

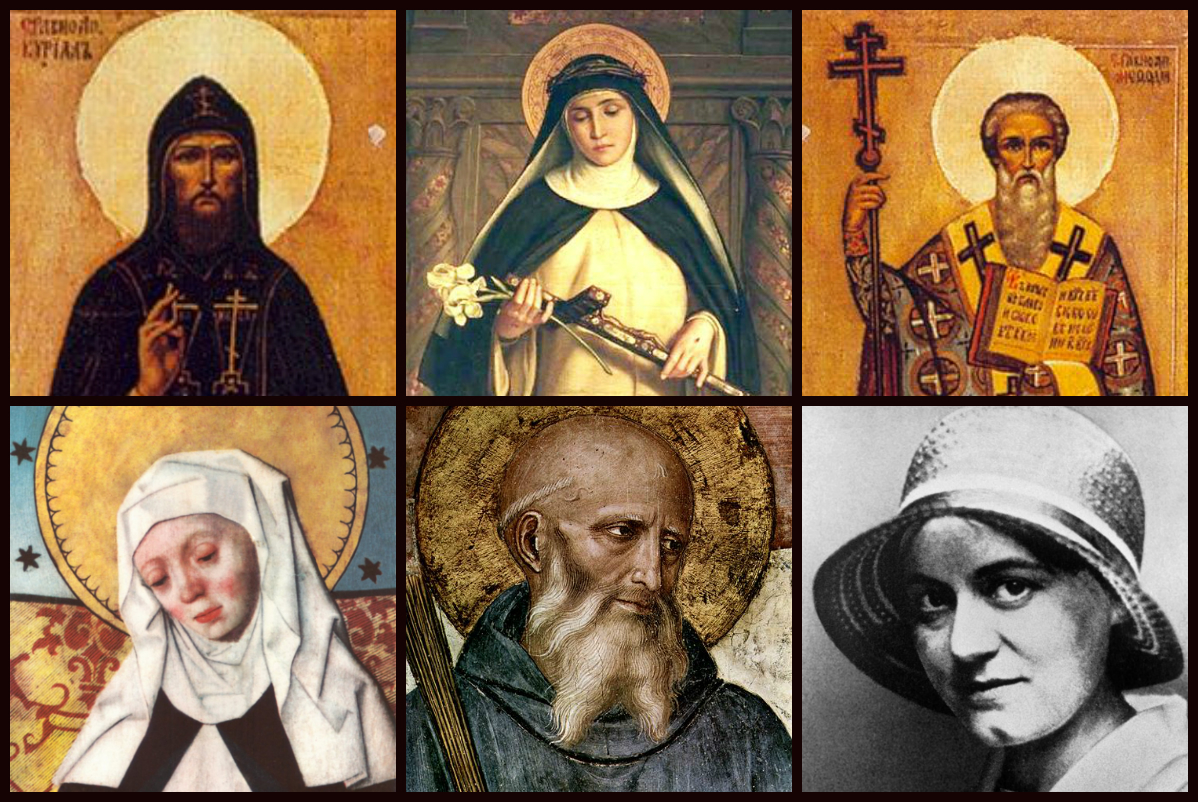
Patrone Europas. Oben von links nach rechts die hll. Methodius, Katharina von Siena, Cyrill. Unten die hll. Birgitta von Schweden, Benedikt von Nursia und Teresia Benedicta vom Kreuz (Edith Stein).

Gemäß der Lehre der römisch-katholischen Kirche und der orthodoxen Kirchen dürfen Gläubige Heilige um ihr fürbittendes Gebet bei Gott bzw. der Heiligen Dreifaltigkeit anrufen und sie verehren („Dulia“), die Heiligen dürfen dabei aber nicht angebetet werden („Latrie“) noch dürfen ihnen göttliche Kräfte zugesprochen werden.
Der Patron wird verstanden als Vermittler, Fürsprecher oder Rechtsbeistand bei Gott (intercessor seu advocatus apud Deum). Aus diesem Verständnis heraus vertrauen sich einzelne Länder, Diözesen, Regionen, Orte, Lebens- und Berufsstände bestimmten Heiligen als ihrem Schutzpatron an, dem sie sich in besonderer Weise verbunden fühlen: Zimmerleute etwa dem hl. Josef, Fährleute dem hl. Christophorus, Schutzpatron der Soldaten der russischen Atomstreitkräfte ist der hl. Seraphim von Sarow. Der Erzengel Michael gilt als Schutzpatron Deutschlands, Leopold soll Österreich und Niklaus von Flüe die Schweiz durch ihre Fürsprache beschützen. Soweit ein Heiliger besonders an einem Ort verehrt wird, spricht man von einem Ortspatron. Diese Beziehung kann von dem Patrozinium der örtlichen Kirche abgeleitet sein. Zuweilen gibt es mehrere Orts- oder Kirchenpatrone.
Nach dem Kirchenrecht der römisch-katholischen Kirche können für Orte, Nationen, Regionen und Bezirke, Diözesen und Pfarreien, Städte und Gemeinden Patrone gewählt werden, ferner für Religiosengemeinschaften (Ordensgemeinschaften, Säkularinstitute und Gesellschaften des apostolischen Lebens) und schließlich für juristische Personen wie Sodalitäten und Bruderschaften, Verbände und Vereinigungen von Klerikern oder Laie (Religion). Gewählt werden können Maria mit einem ihrer liturgischen Titel, Engel und Heilige, Selige jedoch nur mit Genehmigung des Apostolischen Stuhles. Die göttlichen Personen der Dreifaltigkeit kommen als Schutzpatrone nicht in Frage.
Eine besondere Form des Gebets um den Schutz der Gottesmutter Maria ist die Marienweihe. Papst Pius XII. weihte im Zweiten Weltkrieg 1942 die ganze Menschheit dem Unbefleckten Herzen Mariens; Papst Franziskus wiederholte dies 2013. Am 25. März 2022 weihte Franziskus während des Russisch-Ukrainischen Krieges im Rahmen einer Bußfeier Russland und die Ukraine der Maria und vertraute ihr als „Königin des Friedens“ die Zukunft der Menschheit an. Die Marienweihe wurde gleichzeitig weltweit in zahlreichen Diözesen und Pfarrgemeinden mitvollzogen. Eines der ältesten Gebete um den Schutz Mariens ist Sub tuum praesidium (Unter deinen Schutz und Schirm), das auf das dritte Jahrhundert zurückgehen soll.

## Weltliche Schutzpatrone
Daneben wurde als Schutzpatron zuweilen auch ein Ritter bezeichnet, der Kirchengebäude und Klöster vor weltlichen Übergriffen zu schützen hatte. Reguläre weltliche Schutzpatrone von Klöstern und Stiftern hießen Vögte.